# Operation Compass
Operation Compass var den første større allierede militæroperation i Ørkenkrigen under 2. verdenskrig. Den resulterede i, at britiske og commonwealth styrker trængte gennem en stor del af Libyen og erobrede næsten hele Cyrenaica. De tog 115.000 italienske soldater til fange og erobrede hundreder af kampvogne og kanoner samt over 1.100 fly og led selv kun mindre tab.

## Forspil

### Første træfninger
Efter den italienske krigserklæring mod Frankrig og Storbritannien den 10. juni 1940 begyndte de italienske styrker i Libyen og de britiske og Commonwealth styrkerne i Ægypten at foretage en række angreb over grænsen. Blandt de mere bemærkelsesværdige af disse angreb var den britiske hærs 11. husarers erobring af Fort Capuzzo den 17. juni. Et tidligt britisk angreb den 12. juni resulterede i, at 63 italienere blev taget til fange.
Benito Mussolini pressede på for at få den libyske generalguvernør marskal Italo Balbo til at iværksætte en storstilet offensiv mod briterne i Ægypten. Mussolinis umiddelbare mål var at erobre Suezkanalen, men på længere sigt ønskede han at kæde sine kolonier i Nordafrika sammen med Italiensk Østafrika. Af mange årsager tøvede Balbo. Efter Balbos død ved en ulykke den 28. juni pressede Mussolini lige så hårdt på overfor hans efterfølger, general Rodolfo Graziani. Ligesom Balbo var Graziani tøvende, og udtalte at vandforsyningerne ikke var tilstrækkelige. Til den italienske udenrigsminister grev Ciano sagde han den 8. august: "Vi er på vej mod et et nederlag, hvilket i ørkenen nødvendigvis må føre til en hurtig og total katastrofe."

### Den italienske invasion af Ægypten
Graziani endte med at adlyde Mussolinis ordrer, og dele af den 10. italienske armé rykkede ind i Ægypten den 13. september 1940 i en operation med kodenavnet "Operation E". Den angribende italienske styrke bestod af fem infanteridivisioner og den mekaniserede Raggruppamento Maletti. Fremrykningen omfattede de fleste af de til rådighed stående enheder i Libyen. Det stående libyske kavaleri Savari udgjorde en del af Regio Corpo Truppe Coloniali della Libia, som også blev kendt som "Gruppen af libyske divisioner" (Gruppo Divisioni Libiche) eller ganske enkelt: "Det libyske korps". Dette omfattede ørken og kamelbårne tropper, infanteribataljoner, artilleri og irregulært kavaleri "Spahi").
Da italienerne rykkede frem, trak den lille britiske styrke ved Sollum sig tilbage til hovedforsvarslinjen øst for Mersa Matruh. Den italienske fremrykning blev generet af 7. støttegruppe, en mobil del af 7. pansrede division.
Efter at have generobret Fort Capuzzo var fremrykningen langsom. Italienerne rykke ca. 95 km frem på tre dage. Den 16. september stoppede fremrykningen ved Maktila, 16 km forbi Sidi Barrani. Italienerne gravede sig ned og befæstede deres stillinger, mens de afventede forstærkninger og forsyninger. De etablerede en række befæstede lejre omkring Sidi Barrani fra Maktila 24 km mod øst syd på gennem Tummar øst, Tummar vest og Nibeiwa til Sofafi ved skrænten mod sydvest.
Ifølge Virginio Gayda, en italiensk avisredatør og talerør for Mussolinis fascistiske regime: "Intet kan redde Storbritannien nu." Imidlertid havde den britiske flåde flyttet enheder, heriblandt hangarskibet HMS Illustrious til Middelhavet for at forstærke den britiske middelhavsflåde, hvilket gjorde det svært for italienerne at sende forsyninger til Nordafrika.

## Modstående styrker
Da krigen blev erklæret, var Graziani chef for den italienske 10. armé i Libyen. På daværende tidspunkt var Libyen en italiensk koloni med to italienske arméer. Den italienske 5. armé var placeret mod vest i Tripolitanien og den 10. armé lå mod øst i Cyrenaica. Da først franskmændene i Tunesien ikke længere udgjorde en trussel, blev enhederne i 5. armé i stigende grad anvendt som forstærkning af 10. armé. Da Graziani overtog Balbos post som generalguvernør i Libyen, overtog general Mario Berti Grazianis plads som chef for 10. armé. Graziani udtrykte tvivl om slagkraften i hans store, men stort set ikke-mekaniserede styrke overfor briterne, som ganske vist var færre i antal, men stort set var motoriseret.
Efter at været blevet forstærket på bekostning af 5. armé bestod 10. armé af det, der svarede til 4 armékorps. 20. korps bestod af 60. infanteridivison Sabratha. 21. korps bestod af "23. marts" sortskjorte divisionen, "28. oktober" sortskjorte divisionen og 62. infanteridivision "Cirene". 22. krops bestod af 61. infanteridivision "Sirte". 23. Korps bestod af "3. januar" sortskjorte divisionen og 64 infanteridivision "Catanzaro". Den nydannede Gruppo Divisioni Libiche bestod af Raggruppamento Maletti, 1. libyske division "Sibelle" under ledelse af generalmajor Luigi Sibelle samt 2. libyske division "Pescatori" under ledelse af generalmajor Armando Pescatori.
Den eneste enhed, Berti rådede over, som ikke var en infanteridivision, var den delvis motoriserede, pansrede Raggruppamento Maletti. Denne enhed bestod af ca. 2.500 libyske koloniinfanterister og 70 kampvogne. Kampvognene bestod i lige grad af letpansrede og maskingeværbevæbnede Fiat L3 tanketter og den lidt tungere Fiat M11/39. M11/39 havde en 37 mm kanon i skroget som hovedbevæbning. Denne kanon var vanskelig at sigte med, da den ikke kunne drejes ret meget til siderne. Kampvognen var også forholdsvis dårligt pansret og mekanisk upålidelig.
I starten havde den britiske Mellemøstlige kommando under general Archibald Wavell kun ca. 30.000 tropper stationeret i Ægypten for at forsvare sig mod ca. 150.000 italienske tropper stationeret i Cyrenaica. Generalløjtnant Richard O'Connor ledede styrken i den vestlige ørken. Generalmajor Noel Beresford-Peirse havde kommandoen over den 4. indiske infanteridivision, og generalmajor Sir Michael O'Moore Creagh havde kommandoen over den 7. pansrede division (Ørkenrotterne). Fra 14. december erstattede tropper fra den 6. australske infanteridivision under generalmajor Iven Mackay de indiske tropper.
I sammenligning med de italienske kampvogne kunne briterne fremvise nogle hurtigere Cruiser kampvogne (i form af Mk I, Mk II og Mk III) som M11/39-erne overlegne. Briterne havde også et mindre antal tunge Matilda kampvogne, som ganske vist var langsomme, men var velpansrede og havde en god kanon. Panseret på en Matilda kampvogn kunne ikke gennembrydes af nogen italiensk anti-tank- eller feltkanon på daværende tidspunkt.
I begyndelsen var de fly, som begge sider havde til rådighed, fortrinsvis ældre biplaner. Italienerne havde Fiat CR.32 og Fiat CR.42, mens briterne havde Gloster Gladiator.

## Britiske planer
Efter det italienske fremstød gav Wavell lederen af de britiske tropper i Ægypten, generalløjtnant Sir Henry Maitland Wilson, ordre til at planlægge en begrænset operation med det formål at trænge italienerne tilbage. Wavell havde bemærket, at de italienske stillinger lå spredt med store afstande imellem, hvilket betød, at de ikke kunne yde hinanden støtte. Operation Compass var af administrative årsager oprindeligt planlagt til at være en fem dage langt raid; men blev forlænget efter de indledende succeser. Wavell havde tillid til sin mindre styrkes formåen, og den 28. november skrev han til Wilson og udtrykte sin overbevisning om, at der måske ville opstå en mulighed for at udvide fjendens nederlag til en stor sejr:
| Citat | Jeg nærer ikke overdrevne forventninger til denne operation, men jeg vil være sikker på, at hvis en stor mulighed viser sig, at vi da er moralsk, mentalt og administrativt klar til at gribe den og udnytte den mest muligt | Citat |
|       | |       |

Den britiske plan gik ud på at 7. pansrede division 7. støttegruppe skulle observere de italienske lejre ved Sofafi for at forhindre en indgriben fra dem, mens resten af den pansrede division og 4. indiske infanteridivision passerede igennem hullet mellem Sofafi og Nibeiwa. En brigade fra den indiske division med støtte af infanterikampvogne fra 7. Royal Tank Regiment (7. RTR) skulle derpå angribe Nibeiwa fra vest, mens den pansrede division beskyttede deres nordlige flanke. Når Nibeiwa var erobret, skulle en anden indisk brigade, igen med støtte fra 7. RTR angribe Tummar. I mellemtiden skulle garnisonsstyrken fra Mersa Matruh (3. bataljon af Coldstream Guards samt noget artilleri) omringe den fjendtlige lejr ved Maktila ved kysten, og Royal Navy skulle beskyde Maktila og Sidi Barrani.
I tilfælde af et vellykket resultat skulle Sidi Barrani angribes i 2. fase på 2. dagen af den indiske division, og der ville foregå en fremrykning mod vest.
Forberedelserne blev gjort i yderste hemmelighed. Kun nogle få officerer vidste under øvelsen den 25. og 26. november, at de mål, der var markeret på jorden ved Matruh, var kopier af Nibeiwa og Tummar og at øvelsen rent faktisk var en generalprøve. Tropperne fik også at vide, at der ville komme en yderligere øvelse. Mange af tropperne i Operation Compass fik ikke at vide, at operationen ikke var en øvelse før den 7. december, da de ankom til deres udgangsstillinger.

## Slaget ved Marmarica / Slaget ved lejrene
Om natten den 7. og 8. december rykkede Den vestlige ørkenstyrke under ledelse af generalmajor Richard O'Connor og bestående af den britiske 7. pansrede division og den 4. indiske infanteridivision forstærket med 16. britiske infanteribrigade 110 km frem til deres udgangspositioner for angrebet. RAF foretog angreb på italienske flyvepladser og ødelagde 29 fly på jorden. Selby Force, en blandet styrke på 1.800 mand under brigadegeneral A. R. Selby, rykkede frem fra Matruh, efter at de havde placeret en brigade af attrapkampvogne i ørkenen som et afledningsmål for det italienske luftvåben og stod ved daggry den 9. december nogle kilometer sydøst for Maktila. I mellemtiden var Maktila blevet bombarderet af monitoren HMS Terror og kanonbåden HMS Aphis, mens Sidi Barrani var blevet beskudt af kanonbåden HMS Ladybird.
Den 9. december var placeringen af de fremskudte, italienske befæstede stillinger som følger: 1. libyske koloniinfanteridivision lå ved Maktila. 2. libyske koloniinfanteridivision lå ved Tummar. Raggruppamento Maletti lå ved Nibiewa. "3. januar" sortskjorte divisionen og hovedkvarteret for "Det libyske korps" lå ved Sidi Barrani. 63. infanteridivision "Cirene" og hovedkvarteret for 21. krops lå ved Sofafi. 64. infanteridivision "Catanzaro" lå ved Buq Buq." Chefen for 10. italienske armé, general Mario Berti, var på sygeorlov, da briterne indledte deres angreb mod hans styrker i Ægypten. I stedet havde general Italo Gariboldi kommandoen. Gariboldi "23. marts" sortskjorte divisionen og hovedkvarteret for 10. armé lå langt bag ved fronten i Bardia. Hovedkvarteret for 23. korps og "28. oktober" sortskjortedivisionen lå i Sollum og i området ved Halfaya passet. Den 62. infanteridivision "Marmarica" lå ved Sidi Omar syd for Sollum. Da Berti nåede tilbage til Libyen for at genoptage ledelsen, var briterne også nået til Libyen.
Den indledende fase af Operation Compass blev af italienerne kaldt for "Marmarica slaget". Briterne kaldte det "slaget om lejrene". Navnet "Marmarica slaget" var afledt af navnet på den kystslette, hvor slaget blev udkæmpet. Navnet "slaget om lejrene" var en henvisning til de enkeltstående italienske lejre, som lå i en defensiv linje udenfor Sidi Barrani.

### Nibeiwa
Klokken 5 den 9. december begyndte en gruppe kanoner en times afledende beskydning østfra af Nibeiwa-lejren, som var besat af Raggruppamento Maletti. Klokken 7 begyndte hovedparten af divisionens artilleri at registrere mål, og kl. 7.15 var et koncentreret angreb i gang. På det tidspunkt angreb 11. indiske infanteribrigade sammen med 7 RTR Nibeiwa fra nordvest, hvilket rekognosceringen havde afdækket som den svageste sektor. By 08.30, Efter nogle intense kampe blev Nibeiwa erobret. General Maletti blev dræbt, og der blev taget 2.000 fanger. Store mængder forsyninger blev også erobret uskadt, mens O'Connors tab var på 8 officerer og 48 mand. Generalmajor Noel Beresford-Peirse, chefen for 4. indiske infanteridivision gav sin 5. indiske infanteribrigade ordre til at rykke frem med støttende feltartilleri og gå i stilling til angrebet mod Tummar.

### Tummar
Angrebet begyndte mod Tummar Vest kl. 13.50 efter at 7. RTR havde fået ny brændstof og ammunition, og artilleriet havde blødgjort forsvaret i en time. Her var det også valgt at angribe var nordvest, og kampvognene brød igennem forsvarsringen uden alt for store vanskeligheder og blev 20 minutter senere fulgt af infanteriet. Forsvarerne ydede imidlertid mere modstand end ved Nibeiwa; men kl. 16 var Tummar vest blev løbet over ende – bortset fra det yderste nordøstlige hjørne. Kampvognene skiftede retning mod Tummar øst, hvoraf størstedelen var erobret inden mørkets frembrud. I mellemtiden var 7. pansrede divisions 4. pansrede brigade, samtidig med at den sikrede flanken, rykket frem til Azziziya, hvor garnisonen på 400 mand overgav sig. Lette patruljer fra 7. husarer trængte frem for at afskære vejen mellem Sidi Barrani og Buq Buq mens panserbiler fra 11. husarer trængte længere vestpå. Kampvognene i 7. pansrede brigade blev holdt i reserve.

### Maktila
Uden at kende situationen ved Tummar besluttede Selby at sende sine enheder frem og afskære de vestlige udgange fra Maktila. I løbet af natten lykkedes det imidlertid for 1. libyske division at sive igennem og undslippe.

### Sidi Barrani
Den 10. december blev 16. infanteribrigade bragt frem fra 4. indiske divisions reserve, og sammen med elementer af 11. indiske brigade blev den sendt fremad i lastbiler for at angribe Sidi Barrani. Mens de rykkede frem den morgen over udsat terræn, måtte styrken indkassere nogle tab, men støtte fra artilleri og 7. RTR kom den i stilling til at spærre de sydlige og sydvestlige udgange fra Sidi Barrani kl. 13.30. Klokken 16 tik angrebet i gang med støtte fra hele divisionens artilleri og 7. RTR. Byen var erobret inden aften og resterne af de to libyske divisioner og den 4. sortskjorte division blev fanget mellem 16. infanteribrigade og Selbystyrken. Den 11. december angreb Selbystyrken med støtte fra nogle kampvogne og sikrede sig 1. libyske divisions overgivelse. Ved aftenstid havde 4. sortskjorte division også indstillet modstanden.

### Buq Buq
Den 11. december blev 7. pansrede brigade hentet ud af reserven og afløste 4. pansrede brigade i Buq Buq området for at rydde det for resterende modstand og gjorde samtidig store fangster af mænd og kanoner.

### Sofafi
Den 11. december kørte en patrulje fra 7. Støttegruppe ind i Rabia og opdagede, at den var forladt. "Cirene" divisionen havde trukket sig tilbage i løbet af natten. En ordre til 4. pansrede brigade om at afskære dem vest for Sofafi ankom for sent, og de undslap langs toppen af en skrænt og kunne genforene sig med italienske styrker ved Halfya.

### Udnyttelse
I løbet af de følgende dage indledte 4. mekaniserede brigade på toppen af skrænten og 7. pansrede brigade langs kysten en energisk forfølgelse. De løb ind i akutte forsyningsproblemer, som blev forstørret af det store antal fanger (20 gange det de havde regnet med) og havde meget svært ved at rykke frem.
De italienske styrker stimlede sammen på kystvejen, mens de trak sig tilbage fra Sidi Barrani og Buq Buq og var lette mål for HMS Terror og de to kanonbåde, som beskød Sollum området hele dagen og det meste af natten den 11. december. Sidste på den 12. december var de eneste resterende italienske stillinger i Ægypten ved indkørslen til Sollum samt en styrke i området ved Sidi Omar.
De italienske anti-tank- og artillerikanonerer fik fortjent ros, fordi det lykkedes dem at ødelægge 18 britiske kampvogne, men til sidst blev 237 kanoner, 73 lette og middeltunge kampvogne og omkring 38.300 soldater dræbt eller taget til fange. Rajputana Rifles fik 41 officerer og 394 mand dræbt eller såret i angrebet, og dusinvis af britiske kampvogne blev ødelagt eller gik i stykker. Efter at de britiske og indiske styrker havde slikket sårene, rykkede de hurtigt vestpå langs Via della Vittoria gennem Halfaya Passet og erobrede igen Fort Capuzzo i Libyen.

Walker beskriver ødelæggelsen af Raggruppamento Maletti i sin bog fra 2003: Iron Hulls, Iron Hearts. Det følgende er citeret fra en anmeldelse af bogen:
| Citat | Det indledende britiske angreb skete ved Nibeiwa lejren, hvor den eneste italienske pansred enhed havde base, og det blev en fuldstændig overraskelse. Raggruppamento Maletti, eller Maletti Gruppen, under general Pietro Maletti var en midlertidig enhed med 2.500 libyske soldater og 2 pansrede bataljoner med 35 Fiat M11/39 middeltunge kampvogne og 35 L3/35 lette kampvogne. De var øremærket til en hurtig ødelæggelse i slaget, som begyndte kl. 5 med noget der blot lignede endnu et mindre angreb på den østlige side af lejren. Kl. 7 dukkede der imidlertid pludselige 48 Matilda kampvogne op fra den modsatte side af lejren. De ramte 23 ubemandede M11/39 kampvogne fra Maletti gruppen, som var blevet placeret, så de kunne overvåge den uminerede indgang til lejren. Italienerne blev taget fuldstændig på sengen og nåede end ikke hen til deres kampvogne, og general Maletti blev dræbt, da han dukkede op af sin udgravning. Det italienske artilleri kæmpede modigt videre og beskød Matilda kampvognene og opnåede mange træffere - nogle på meget kort afstand, men ingen granater gennembrød deres 70 mm tykke panser. De resterende italienske kampvogne blev erobret uskadte og det libyske infanteri, som i praksis var forsvarsløst, overgav sig hurtigt. Briterne havde erobret Nibeiwa og ødelagt den eneste pansrede italienske enhed ved fronten på under fem timer. | Citat |
|       | |       |

Walkers antydning af, at ingen af de italienske granater kunne gennembryde panseret på Matilda-kampvognene, strider med en undersøgelse udført af Sadkovich, som hævdede, at Maletti-gruppens anti-tank kanoner ødelagde 35 ud af 57 Matilda kampvogne, inden de selv blev ødelagt.

Sektionskommandanten Nazzareno Ganino fra 86. infanteriregiment i 60. infanteridivision beskrev senere patruljeaktiviteterne i denne periode:
| Citat | Jeg havde dengang rang af korporal og havde kommandoen over en lille gruppe på omkring 11 mand. Det var vores opgave at tage på patrulje om natten ind i fjendtligt område og enten overskære pigtråd eller rapportere om fjendtlige aktiviteter eller stillinger. På grund af opgaven natur var der næsten altid tab, og en eller nogle gange flere nåede ikke tilbage til lejren - enten fordi de blev taget til fange eller dræbt. Vi var bange, og nogle gange for vi vild i mørket i det konturløse landskab, men jeg forsøgte altid at undgå unødige tab af menneskeliv. | Citat |
|       | |       |

## Briterne overfører den indiske division til Sudan
O'Connor ønskede at fortsætte med at angribe. Han ville nå mindst til Benghazi; men den 11. december gav general Wavell, hvis område strakte sig ned i Afrika, ordre til, at 4. indiske division skulle trækkes tilbage og tage del i felttoget i Østafrika mod de italienske styrker i Italiensk Østafrika. O'Connor udtalte: "[Dette] kom som en fuldstændig og meget ubehagelig overraskelse ... Det satte en stopper for øjeblikkelig udnyttelse. . . ". Den australske 6. division erstattede de indiske tropper den 14. december. Australierne var dårligt nok færdige med deres uddannelse og manglede deres pansrede regiment, og indtil videre havde de kun et artilleriregiment, som var udstyret med de nye 25-punds kanoner.

## Den britiske fremrykning genoptages
Fremrykningen fortsatte alligevel med de to pansrede brigader og støttegruppen i 7. pansrede division og med infanteriet fra 16. infanteribrigade (som ikke var fulgt med den indiske division til Sudan) bagefter. Den 15. december blev Sollum og [Halfya] erobret foruden Fort Capuzzo, og alle italienske tropper var hermed ude af Ægypten. 7. pansrede division var koncentreret i området sydvest for Bardia, hvor den afventede ankomsten af 6. australske division, så den kunne angribe Bardia. På dette tidspunkt havde styrken i den vestlige ørken taget 38.000 fanger og erobret 400 kanoner og 50 kampvogne og havde selv mistet 133 døde, 387 sårede og 8 savnede.

### Bardia
Efter katastrofen ved Sidi Barrani og tilbagetrækningen fra Ægypten stod den italienske general Annibale Bergonzoli overfor briterne i den stærke stilling i Bardia. Mussolini skrev følgende til Bergonzoli: "Jeg har givet Dem en vanskelig opgave ... Jeg er sikker på, at De og deres modige soldater vil stå fast for enhver pris, trofast til det sidste". Beronzoli svarede: "Jeg er klar over æren og har i dag gentaget Deres meddelelse overfor mine tropper ... ganske enkelt".
Bergonzoli havde omkring 40.000 tropper under sin kommando. De italienske divisioner, som forsvarede ringen omkring Bardia, omfattede rester af 62. infanteridivision "Marmarica", rester af 63. infanteridivision "Cirene", "23. marts" Sortskjortedivisionen og "28. oktober" sortskjortedivisionen. Disse divisioner bevogtede en forsvarsring på 30 km, som var udstyret med en permanent anti-kampvogns grøft, store mængder pigtråd og en dobbelt række af betonstøttepunkter. Som en mobil reserve var der et dusin mellemtunge kampvogne og over 100 L3 tanketter. Mens L3 tanketterne storset var værdiløse var der blandt de mellemtunge kampvogne nogle få Fiat M13/40 med en 47 mm kanon monteret i tårnet som dens hovedbevæbning. Det var en enorm forbedring i forhold til Fiat M11/39'erne. Bergonzoli havde også resterne af 64. infanteridivision "Catanzaro" og nogle fæstningstropper i selve Bardia. Desværre for Bergonzoli havde han ikke meget over en måneds forsyning af vand.
Graziani nedskrev dagligt sine bekymringer. Han begræd situationen og sin skæbne. Han beskyldte marskal Pietro Badoglio (den øverste chef for den italienske generalstab) for forræderi, han truede med at begå selvmord, og han krævede en massiv intervention af tyske fly. Mens Bergonzoli forberedte forsvaret af Bardia, begyndte Graziani at evakuere kolonister fra området mellem Tobruk og Derna. Den 23. december udskiftede Graziani Berti med general Giuseppe Tellera som chef for 10. armé.
Efter at have reorganiseret sine styrker, (som nu kaldtes 13. korps), genoptog O'Connor sin offensiv den 3. januar 1941. Da de allierede styrker rykkede frem, blev adskillige store italienske enheder omringet, afskåret fra forsyninger og besejret. Efter hård kamp overgav den ene stilling efter den anden sig. Australierne erobrede Bardia den 5. januar og tog 45.000 fanger og 462 kanoner til gengæld for et tab på 130 døde og 326 sårede. Krigsbyttet omfattede 462 kanoner af forskellig slag, 12 fungerende middeltunge kampvogne, 115 L3/35 tanketter og 708 motorkøretøjer. Kampen var intens. En australsk historiker skrev senere at: "deres forsvar var på sine steder yderst effektivt og ofte særdeles modigt".
Angrebet på Bardia blev indledt ved daggry mod den sydvestlige del af forsvarsringen af 16. og 17. brigade i den australske 6. infanteridivision støtte af 1. bataljon (maskingevær) fra Northumberland Fusiliers og de resterende 25 kampvogne fra 7. RTR. 7. pansrede division, som omfattede kompagnier af Frie franske styrker, skulle sikre, at garnisonen i Bardia hverken kunne trække sig tilbage eller få forstærkninger. Til natten var de trængt 3 km frem over en 14 km bred front og havde taget 8.000 fanger.
Allerede da de krydsede startlinjen, var den 2/1. bataljon begyndt at lide tab og mistede 4 dræbte og 10 sårede på grund af en italiensk granat, som eksploderede ved den forreste deling. Alligevel fortsatte bataljonen med at rykke frem under kommando af oberstløjtnant Kenneth Eather, mens den var under fortsat beskydning fra morterer og artilleri. De forreste delinger rykkede frem ledsaget af ingeniørgrupper med Bangalore-torpedoer – 3,6 meter lange rør fyldt med sprængstof – da italienske artillerigranater begyndte at slå ned – fortrinsvis bag dem. Straks efter at torpedoerne var eksploderet, kom infanteriet på benene og hastede fremad, mens ingeniørerne skyndte sig med at nedbryde anti-kampvognsgrøften. Post 49 og 47 blev hurtigt løbet over ende og ligeledes post 46 i 2. række bagved. I løbet af en time var post 48 også taget, og et andet kompagni havde erobret posterne 45 og 44. De to resterende kompagnier rykkede nu forbi disse stillinger, da granater begyndte at slå ned langs den ødelagte pigtråd.
Klokken 6.30 konstaterede det australske 2. kompagni af 2. bataljon, at det var bedst at blive ved med at trænge fremad hele tiden, da enhver pause betød, at man blev udsat for artilleribeskydning, der forårsagede tab. De australske tropper gjorde gode fremskridt. Der var åbnet seks passager til kampvogne, og området mellem dem og pigtråden var blevet afsøgt for miner. Fem minutter senere rullede 23 Matildaer fra 7. RTR frem ledsaget af 2. kompagni af 2. bataljon, som røg og sang "South of the Border". Efter at være passeret igennem hullerne drejede de til højre langs linjen af poster. Den italienske moral var knækket, efter at være blevet slidt ned under seks ugers luft- og flådebombardement. Men andre enheder var fast besluttede på at kæmpe. Kompagnierne i 2/1. bataljon tog 400-600 fanger, en bataljon af 1. sortskjortedivision, men maskingeværkøretøjerne under major Onslow stødte på problemer, da de trængte frem under det indledende angreb. En af deres Bren Gun køretøjer blev ramt og ødelagt i fremrykningen og endnu en langs Wadi Ghereidia.
Klokken 7.50 rykkede den australske 2/3. bataljon ledsaget af 6. kavaleriregiment af sted mod Bardia. Major Abbots kompagni rykkede frem til de italienske poster, og det kom til meget tæt nærkamp. De fjendtlige delinger blev fjernet med håndgranater. Klokken 9.20 fik de forbindelse med 2/1. bataljon mens de var trukket ud i en meget tynd linje. 2/3. bataljon blev nu angrebet af et halvt dusin M11/39 og M13/40 kampvogne, som befriede en gruppe på 500 fanger. Kampvognene forsatte med at rulle sydpå, mens besætningerne på Matilda kampvognene drak te og ikke tog notits af rapporter om dem. Til sidst blev de ødelagt af anti-tank delingen, der bestod af tre 2-punds kanoner monteret på lastbiler. korporal A. A. Pickett stod for fire af dem. De italienske soldater var nu uundgåeligt ved at tabe; men de kæmpede desperat. De var grundlæggende involveret i et slag mod en bedre udstyret fjende, som indså, at en tålmodig anvendelse af de pansrede maskingeværkøretøjer ville bringe sejren. Ved middagstid var der allerede ankommet 6.000 til militærpolitiet ved opsamlingspunktet nær post 45 ledsaget af stadig færre vagter, som riffelkompagnierne dårligt kunne undvære. Forsvaret af Bardia blev yderligere rystet af de britiske slagskibe Barham, Valiant og Warspite, som ledsaget af fire destroyere i 45 minutter beskød udvalgte mål i byen med 38 cn kanoner.
Den australske 2/5. bataljon af 17. brigade under ledelse af oberstløjtnant Walker overtog nu fremrykningen og tilbagelagde 24 km på 9 timer. De rykkede nu frem for at tage den italienske forsvarsring. Bataljonens opgave var at rydde "trekanten". Solen var nu stået op, så kaptajn Smiths kompagni kom under effektiv beskydning fra maskingeværer på 625 meters afstand, og det forreste kompagni var snart bragt til standsning og led flere tab næsten straks. Kaptajn Griffiths anfordrede beskydning med 3-tommers morterer og maskingeværer fra 1. bataljon af Northumberland Fisiliers mod de italienske stillinger. Dette viste sig at være effektivt – et andet kompagni arbejdede sig langs Wadi Scemmas og indsamlede til sidst 3.000 fanger. Efter at post 24 var blevet erobret, ankom der 2 Matilda kampvogne, og de hjalp med til at erobre post 22. Her indtraf der en uheldig hændelse. Mens fangerne blev samlet sammen, dræbte en af dem kompagnichefen og smed derefter sin riffel og klatrede derefter bredt smilende ud af skyttehullet. Han blev straks kastet tilbage, da et Bren maskingevær blev tømt i ham. Kompagniets næstkommanderende måtte derefter forhindre sine folk i at jage bajonetterne i de øvrige fanger. Hændelsen blev set af italienerne på post 25, 450 meter borte, og de overgav sig straks. I Wadi Gerfain forsøgte to delinger af seks italienske L3 tanketter på at overløbe løjtnant Jays deling, men blev ødelagt. Den italienske beskydning var forholdsvis kraftig, fortrinsvis Breda maskingeværer, hvor patronerne let kom til at sidde fast og Mannlicher-Carcano 6,5 mm rifler, som ikke havde samme kraft som Lee Enfield riffelen med den .303 patron. Da brigademajor Brock hørte om tabene i 2/5.bataljon, sendte han kaptajn Saviges 5. kompagni af 2/7. bataljon af sted for at tage "Trekanten" nu uden to officerer, som var blevet såret. Savige samlede sine delinger og med ildstøtte fra maskingeværer angreb han målet 2,7 km borte. Kompagniet erobrede adskillige kanoner, maskingeværer og tog mange fanger undervejs, men led tab på 50 %.
Inden det blev mørkt den 4. januar, var de italienske tropper i hele den nordlige sektor af forsvarsringen blev tvunget til overgivelse, og den eneste tilbageværende modstand kom fra et afgrænset område i den sydlige del af forsvarsringen. Den australske 2/7. bataljons D kompagni under kaptajn Halliday angreb i ly af mørket posterne 14, 17 og 19 hvorfra der var kommet en heftig beskydning. Efter en intens kamp, hvor det led nogle tab, ryddede kompagniet stillingerne og tog 103 fanger.
Italienerne gennemførte et sidste regimentsstort modangreb i den sydlige sektor og dræbte omkring 40. Det blev slået tilbage af den australske 2/6. Bataljon, som ventede indtil deres angribere var på tæt hold, inden de åbnede ild. Støttet af kampvogne trængte australierne frem mod byen Bardia. Mens de to brigader konsoliderede deres stillinger i løbet af natten, godkendte O'Connor en plan om at lade 19. brigade fjerne det italienske artilleris hovedstyrke syd for byen. Brigaden havde kun et tab på tre. Blandt de tusinder af fanger var der to divisionschefer. Kl. 13 den 5. januar modtog generalmajor Iven Giffard Mackay, som var chef for 6. infanteridivision overgivelsen fra 38.300 italienske tropper i Bardia, foruden 216 feltkanoner, 146 anti-tank kanoner, 12 middeltunge kampvogne og 115 L3'er, samt vigtigst af alt: 708 køretøjer. De australske tab var på 130 døde og 326 sårede.
Den italienske hærchef, Bergonzolli, undslap og kunne holde sig lige foran de allierede styrker, da de derpå rykkede frem til Tobruk langs kystvejen Via Balbia.

### Tobruk
Efter erobringen af Bardia rykkede 7. pansrede division med den australske 19. brigade til Tobruk, som blev afskåret fra omverdenen af 7. pansrede division den 6. januar. Den 9. januar var byen omringet. Efter 12 dage med opmarch af tropper omkring Tobruk angreb O'Connor den 21. januar, og byen blev erobret dagen efter, hvorved der blev taget over 25.000 fanger foruden 236 felt- og mellemsvære kanoner, 23 mellemsvære kampvogne og over 200 andre køretøjer. De australske tab var på 49 døde og 306 sårede. Der foregik nogle hårde kampe, og et kompagni blev tvunget til at trække sig tilbage under et italiensk modangreb, hvor australierne mistede over 100 døde, sårede og tilfangetagne.
Tobruk blev forsvaret af omkring 25.000 italienske tropper under kommando af general Petassi Manella, chefen for 22. korps. Udover fæstningstropper var der den 61. infanteridivision "Sirte", 62 tanketter, 25 middelsvare kampvogne og ca. 200 kanoner. Forsvarsringen var omkring 50 km lang og var befæstet med en kombination af en anti-kampvognsgrøft, pigtråd og et dobbelt række af støttepunkter. På mange måder var forsvaret af Tobruk en kopi af forsvaret ved Bardia.
Den allierede infanteristyrke bestod af 16., 17. og 19 infanteribrigade fra 6. australske infanteridivision under generalmajor Iven Mackay understøttet af de resterende 16 infanterikampvogne fra 7. RTR og maskingeværbataljonerne fra Northumberland regimentet og Cheshire regimentet. 7. pansrede division med dens enhed af Frie franske styrker skulle spille rolle som ved Bardia. I betragtning af det beskedne antal kampvogne blev der brugt et kraftigt artilleribombardement til at blødgøre det italienske forsvar. Med deres Browning maskingeværer og fire bomber hver spillede Vickers Wellington og Blenheim bombeflyene også en vigtig rolle ved blødgøringen af af garnisonen i Tobruk.
Om morgenen den 21. januar startede angrebet under ly af mørket. Så snart det lod til, at 2/3. bataljon havde gennembrudt den italienske forsvarsring, indledte de forreste kompagnier af 2/1. bataljon deres fremrykning. Et af kompagnierne stødte på dødsfælder, som dræbte eller sårede adskillige i en deling. Major Abbots kompagni fik til opgave at rydde de yderste forposter, hvilket det gjorde efter en forvirret kamp, hvor det i starten blev holdt tilbage ved post 55. Sergent Hoddinot kastede granater for at overvinde delingen i bunkeren. Ved post 62 stod fjenden fast, trods kampvogns- og artilleriild. Løjtnant Clark hældte en blanding af råolie og petroleum gennem hullet i bunkeren for at uskadeliggøre den. 11 italienere døde, og 35 overgav sig. Da kaptajn Campbells kompagni nåede slutningen af den første fase i fremrykningen, kom den under beskydning fra nedgravede kampvogne. Kaptajn Anderson og løjtnant Russell blev såret, og løjtnant Russell døde. Trods kraftig modstand tog 2/8. bataljon 1.300 fanger. Samtidig satte italienske artillerister bataljonen under beskydning, og italiensk infanteri gennemførte et modangreb med støtte fra ni kampvogne. Under pres fra denne kraftige bataljonsstyrke blev Campbells kompagni tvunget til at trække sig tilbage efter at have mistet 100 døde, sårede og tilfangetagne. På det tidspunkt kom hjælpen i form af to britiske Matilda kampvogne. Kompagnierne kæmpede sig vej frem med håndgranater, Bren Guns, rifler og bajonetter. De blev mødt med en mur af ild. Løjtnant Trevorrow og sergent Duncan blev alvorligt sårede, og to af delingsførerne fik skudhuller i deres tøj eller udstyr. På dette tidspunkt rekvirerede kaptajn McDonald to britiske infanterikampvogne til at angribe en deling, som holdt post 42. Efter nærkamp blev fjenden fjernet fra post 41. Da kaptajn Abbots kompagni fortsatte fremrykningen, kom det under beskydning fra de italienske delinger, som var gravet ned i post 34 og 35 og blev tvunget til at trække sig tilbage.
I løbet af natten forsøgte 19. brigades hovedkvarter at forhandle en våbenhvile med lederen af det italienske 22. korps og garnisonen i Tobruk. Det var håbet, at det ville lykkes, men en telefonopringning fra den italienske overkommando satte en stopper for det. Mussolini havde personligt talt med general Manella og forbudt ham at overgive sig, samtidig med at han fortalte ham, at eskadriller af italienske bombefly var på vej som forstærkninger. Senere samme nat gennemførte italienske SM.79s et overraskelsesangreb fra lav højde, som ramte omkring 8.000 fanger, som var blevet samlet i en indhegning og dræbte og sårede hundreder af dem. Dette bombeangreb knækkede dem, som stadig var klar til at kæmpe.
Det endte med, at general Manella overgav sig 12 timer, efter at kampen var begyndte; men Manella afslog at beordre sine styrker til at overgive sig. Det betød, at det tog yderligere en dag at fjerne enhver modstand.
Den næste dag blev erobringen af de resterende forposter fra R1 til S11 gennemført med kraftig assistance af infanterikampvogne fra støttegruppen og 2. riffelbrigade og 1. King's Royal Rifle Corps, som var ankommet som forstærkning samme morgen. I mellemtiden stod 7. pansrede division, som også var trængt ind i forsvarsringen fra Dernavejen om morgenen, klar til at rykke ind i byen om nødvendigt.
Om eftermiddagen den 22. januar overgav brigadegeneral Vincenzo della Mura og de resterende 17.000 forsvarere sig. General della Mura var leder af 61. infanteridivision "Sirte". Italienerne havde mistet 25.000 døde, sårede og fangne. Australierne havde 400 døde, sårede og fangne.

### Derna
I mellemtiden reagerede den italienske overkommando hurtigt for at organisere den Pansrede specialbrigade (Brigata Corazzato Speciale, eller BCS) som bestod af 55 Fiat M13/40 kampvogne, kanoner og støttet af infanteriformationer som havde specialiseret sig i anti-tank rollen samt ingeniørsoldater udstyret med panserminer. I løbet af lige godt en måned afskibede italienerne denne frivillige styrke under general Valentino Babini til Nordafrika. M13/40 kampvognen var en enorm forbedring i forhold til M11/39. De havde en bedre tårnmonteret 47 mm kanon, som sagtens kunne gennembryde panseret på briternes lette kampvogne og cruiser kampvogne. Bortset fra kommandokøretøjerne havde italienske kampvogne imidlertid ikke radioer, og kommunikation med de fleste italienske kampvogne foregik ved hjælp af signalflag.
Babinis kampvognsstyrke bestod af 3. og 5. bataljon fra 131. pansrede division "Centauro" og skulle have bestået af 120 M13/40 kampvogne, men 82 af dem var først lige ankommet til Benghazi og havde behov for 10 dages "akklimatisering" før de kunne sættes ind i kamp.
Efter Tobruks fald blev det britiske hovedkvarter i Ægypten fjernet fra kommandovejen, så O'Connor var direkte underlagt Wavell i Middle East Command. O'Connor fortsatte fremrykningen mod Derna med den australske 6. division mens han sendte 7. pansrede division syd for Jebel Akhdar bjergene mod Mechili. Den 24. januar kom 4. britiske mekaniserede brigade i kamp med dele af BCS på sporet mellem Derna og Mechili. Mens briterne ødelagde 9 italienske kampvogne i slaget mistede de selv en cruiser kampvogn og 6 lette kampvogne. 2/11. bataljon kom i kontakt med infanteriet i BCS ved flyvepladsen i Derna den 25. januar, og fremrykningen var vanskelig overfor et særdeles beslutsomt forsvar. I Derna-Giovanni Berta området, som blev forsvaret af den 60. infanteridivision "Sabratha" og infanterienheder fra BCS var der intense ildskampe og italienske modangreb omkring Wadi Derna. Den 27. januar afviste en australsk bataljon et stærkt dagangreb fra en styrke på mindst 1.000 italienere. Samme dag gennemførte slørede soldater fra BCS et baghold mod en kolonne af pansrede køretøjer fra 6. kavaleriregiment, og tog tre af de overlevende til fange. Fremrykningen af angre enheder længere syd for Wadi Derna truede til sidst med at omringe BCS og styrken trak sig tilbage om natten den 28. januar. Derna, en by på 10.000 indbyggere, blev erobret den 26. januar. Præcise tabstal for kampene om Derna og Giovanni Berta er ikke blevet opgjort, men mindst 15 australiere blev dræbt i kamp mod BCS og "Sabratha" divisionen. Italienerne mistede en stor del af 60. "Sabratha" infanteridivision under kampene.

### Slaget ved Beda Fomm
Den hurtige britiske fremrykning fik italienerne til at beslutte at evakuere Cyrenaica. I slutningen af januar 1941 erfarede briterne at italienerne evakuerede Cyrenaica ad kysthovedvejen fra Benghazi. Den britiske 7. pansrede division under generalmajor Sir Michael O'Moore Creagh blev sendt af sted for at afskære vejen for resterne af den flygtende italienske 10. armé.
Creaghs division skulle rykke via Msus og Antelat (bunden af en halvcirkel), mens den australske 6. division jagtede italienerne langs kystvejen rundt om nordsiden af Jebel Akhdar bjergene. Det dårlige terræn var hårdt ved kampvognene, og Creagh tog en dristig beslutning om at sende en flyvende kolonne af sted – udelukkende bestående hjulkøretøjer (kaldet "Combe Force") sydvest over den stort set ikke kortlagte libyske ørken. Combe Force, under oberstløjtnant John Combe fra 11. husarer bestod af en panservognseskadron fra såvel 11. husarer som King's Dragoon Guards, 2. riffel brigade en panservognseskadron fra RAF, anti-tank kanoner fra 3. regiment af Royal Horse Artillery (RHA), 'C' batteriet fra 4. RHA og 106. batteri RHA med 9 37 mm anti-tank kanoner monteret på ladet af lastbiler. Styrken var på omkring 2.000 mand.
Om eftermiddagen den 5. februar 1941 ankom Combe Force til Benghazi – Tripoli vejen og opstillede vejspærringer ved Sidi Saleh, ca. 30 km nord for Agedabia og 50 km sydvest for Antelat. De forreste elementer af den italienske 10. armé ankom 30 minutter senere og blev standset. Ved aftenstid havde 4. pansrede brigade nået Beda Fomm, med udsigt til kystvejen 16 km nord for dem mens 7. støttegruppe tog en mere nordlig rute for at true den 10. italienske armés flanke og bag og forhindre et udbrud gennem ørkenen. Den følgende dag var den italienske armé samlet og angreb. Kampen var intens, og efterhånden som dagen gik, blev den stadig mere desperat.
Igennem den 6. februar lykkedes det infanterister, kampvogne og kanoner fra Combe Force at holde omkring 20.000 italienere støttet af 60 M13/40 middeltunge kampvogne og 200 kanoner standen. I begyndelsen lå Babinis Brigata Corazzato Speciale i nærheden af Benghazi. BCS var en del af bagtroppen og omfattede omkring 100 kampvogne; men da mindst 30 kampvogne blev holdt tilbage i Benghazi til støtte for bagtroppen var BCS begrænset til 60 kampvogne, som skulle gennemføre det afgørende gennembrud ved Beda Fomm.
Kampen var tæt og ofte mand-mod-mand. På et vist tidspunkt erobrede en chefsergent en let italiensk kampvogn ved at slå vognkommandøren i hovedet med en riffelkolbe.
Det afsluttede italienske fremstød kom om morgenen den 7. februar da mindst 20 italienske middeltunge kampvogne brød igennem den tynde skærm af riffelskytter og anti-tank kanoner; men selv dette gennembrud blev til sidst stoppet af ilden fra de britiske feltkanoner, som var placeret få meter fra regimentets hovedkvarter. Efter dette afsluttende nederlag og med resten af den 7. pansrede division i anmarch og 6. australske division på vej fra Benghazi overgav italienerne sig. Blandt de døde var chefen for 10. armé Tellera. Blandt de tilfangetagne var Babini og Bergonzoli.
Midt på morgenen den 7. februar skrev O'Connor: "Jeg tror, at dette kan kaldes en fuldstændig sejr, da ingen blandt fjenden slap væk." Senere, efter at have inspiceret virvaret af det der var tilbage af den 10. italienske armé ved Beda Fomm, sendte O'Connor sin berømte meddelelse til Wavell: "Fox killed in the open." Han sendte 11. husarer vestpå til Agedabia og derpå videre til El Agheila for at indfange eventuelle strejfere og holde kontakten til den hastigt retirerende fjende.

### Slaget om oasen
General Wavells fremrykning havde afskåret en garnison på omkring 800 italienere og 1.200 kolonialtropper ved Giarabub (angivet som Jarabub på kortet) under kommando af oberstløjtnant Castagna. Giarabub var en oase 250 km syd for Bardia 40 km fra grænsen. Selv om kolonitropperne hurtigt overgav sig holdt de regulære tropper ud og var stadig på stedet midt i marts. Selv om de var afskåret blev garnisonen forsynet fra luften og 6. australske divisions mekaniserede kavalerienhed, som holdt oasen under observation havde ikke tilstrækkelig styrke til at angribe stillingen.
I slutningen af marts havde Wavell behov for at få ryddet oasen, så han kunne trække divisionens kavaleri tilbage, så det kunne tilslutte sig resten af divisionen og tage til Grækenland. Kavaleriet blev forstærket med 2/9. australske infanteribataljon og et angreb blev iværksat under brigadegeneral Wootten. Den 21. marts startede det afsluttende angreb på Giararub som varede to dage og igen led såvel australiere som italienere store tab, men australierne vandt selv om 2/9. bataljon havde 17 dræbte og 77 sårede. Det blev vurderet at italienerne havde tab på 250 under den foregående artilleribeskydning, luftangreb og mand-til-mand kampe.

## Efterspil
Efter 10 ugers kamp eksisterende 10. italienske armé ikke længere. De allierede styrker var trængt 800 km frem, havde erobret eller ødelagt omkring 400 kampvogne og 1.290 kanoner og taget 130.000 libyske og italienske soldater til fange, foruden store mængder forsyninger og udstyr. Blandt fangerne var der 22 generaler. Den italienske generalstab angav til gengæld at 960 kanoner af enhver slags var gået tabt. De britiske og Commonwealth styrkerne led tab på 494 døde og 1.225 sårede. Udgaven af LIFE Magazine som udkom den 10. februar indeholdt en artikel med titlen: "Mussolini får alvorlige tæv i Afrika."
Da briterne den 9. februar 1941 nåede El Agheila, gav Churchill ordre til at fremrykningen skulle stande og tropper sendes af sted for at forsvare Grækenland. Grækerne var allerede i krig med Italien og et tysk angreb ventedes inden længe.
Den britiske fremrykningen stoppede inden italienerne var drevet helt ud af Nordafrika. Selv om kun ca. 32.000 demoraliserede italienske tropper undslap katastrofen i Cyrenaica, havde Italien stadig 5. armé og dens fire divisioner i Tripolitanien. Som forberedelse til at imødegå yderligere britiske fremstød forstærkede italienerne støttepunkterne i Sirte, Tmed Hassan og Buerat. 17. italienske infanteridivision "Pavia", 25. infanteridivision "Bologna", 27. lastbilbårne division "Brescia" og 55. infanteridivision "Savona" havde bidraget med meget udstyr og havde mistet hovedparten af ders bedre kanoner til de divisioner, som gik tabt i Cyrenaica; men der fortsatte med at komme forstærkninger fra Italien. Adskillige af infanteridivisionerne i Tripolitanien var i princippet motoriserede, men en stor del af køretøjerne var blevet overladt til 10. armé.
Yderligere italienske enheder fortsatte med at ankomme fra Italien. Blandt de nyligt ankomne enheder var den genopstillede italienske 60. infanteridivision "Sabratha" (den oprindelige var gået tabt ved Derna), 102. motoriserede division "Trento" og 132. pansrede division "Ariete" (uden kampvognene, som var gået tabt ved Beda Fomm). Dette bragte den samlede italienske styrke i Tripolitanien op på omkring 150.000. Italienerne havde allerede mistet næsten lige så mange soldater i Cyrenaica og det meste af det tilgængelige bedre udstyr og kampvogne, men der fortsatte med at komme udstyr og kampvogne fra Italien.
Den 11. januar 1941 blev HMS Illustrious udsat for et ødelæggende angreb fra italienske Stuka styrtbombere (kaldet Picchiatello). Dette tab muliggjorde at de første enheder fra det tyske Afrikakorps kunne begynde at ankomme i Tripolitanien. Den 11. februar ankom de første tyske soldater som led i Unternehmen Sonnenblume. Med ankomsten af Afrikakorpset under ledelse af general Erwin Rommel tog ørkenkrigen en fuldstændig ny drejning.
Den 25. marts 1941 erstattede general Italo Gariboldi marskal Rodolfo Graziani. Graziani havde anmodet om at blive afløst og det blev bevilget. Den 19. juli blev Gariboldi selv afløst på grund af sin påstående manglende vilje til at samarbejde med Rommel.
I slutningen af april inspicerede de italienske divisionschefer de italiensk-tyske styrker. En tysk officer råbte: "Ved begyndelsen af det italiensk-tyske samarbejde på afrikansk jord sværger vi at gøre det yderste for at en fælles sejr for Stortyskland og Storitalien. Længe leve Storitalien! længe leve Stortyskland!" De forsamlede tropper råbte: "Vi sværger det!"
Under indtryk af de mange tilbageslag i begyndelsen af krigen blev de allierede tropper i Operation Compass berømte som "Wavell 30.000", som blev brugt som titel på en britisk dokumentarfilm i 1942, som fortalte historien om felttoget.
Den britiske udenrigsminister Anthony Eden sammenfattede situationen efter slaget ved Bardia med en omskrivning af en af Churchills berømte replikker: "Aldrig er så meget blevet overgivet af så mange til så få".